# Kia Motors
Die Kia Motors Corporation ist ein Autohersteller aus Südkorea, der seit 1998 zur Hyundai Motor Group gehört. Der Name Kia setzt sich zusammen aus Koreanisch „ki“ (Hanja: 起, Hangeul: 기) für aufsteigen und „a“ (Hanja: 亞, Hangeul: 아) für Asien.

## Geschichte

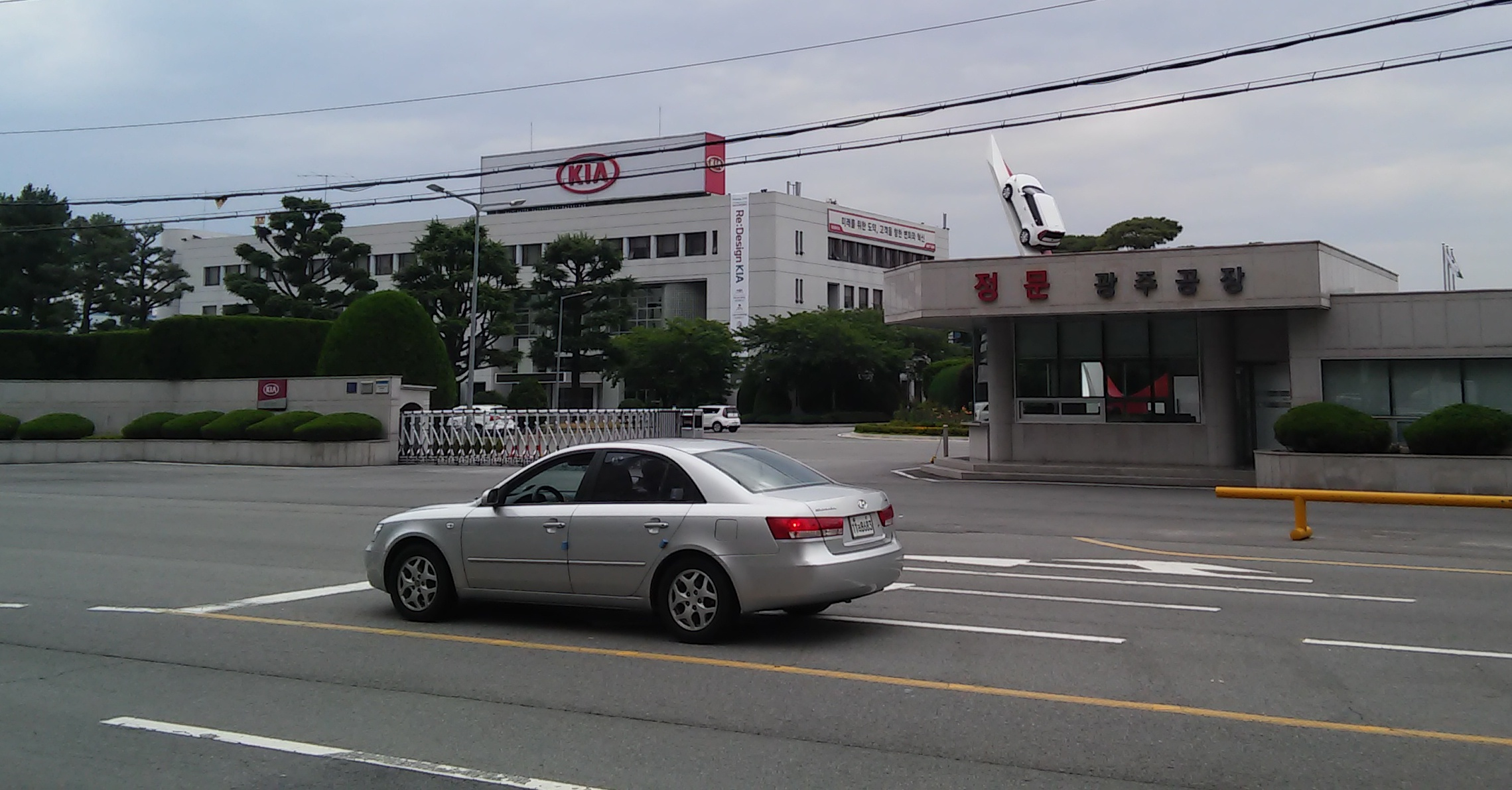
Kia-Motors-Fabrik in Südkorea

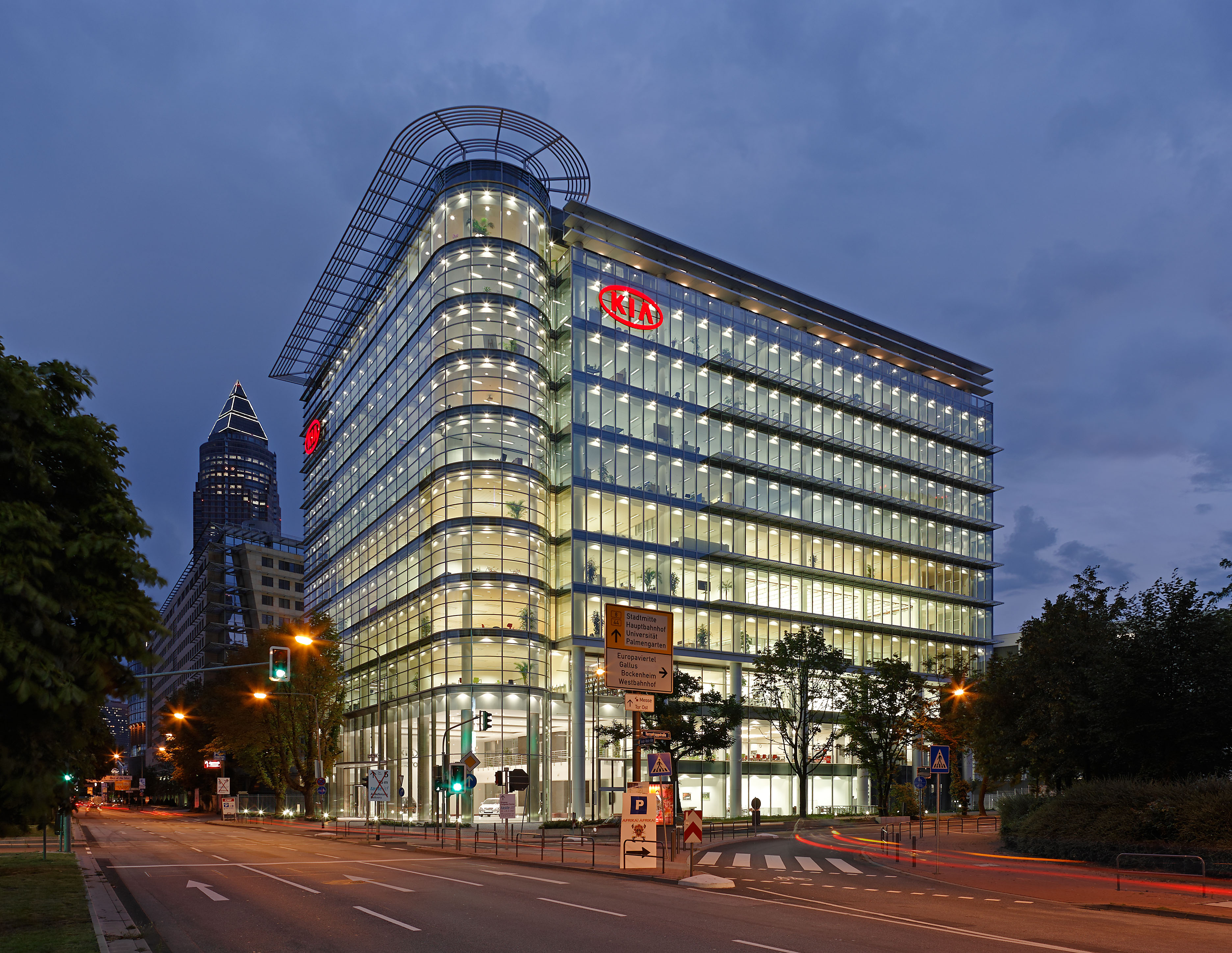
Europazentrale in Frankfurt am Main

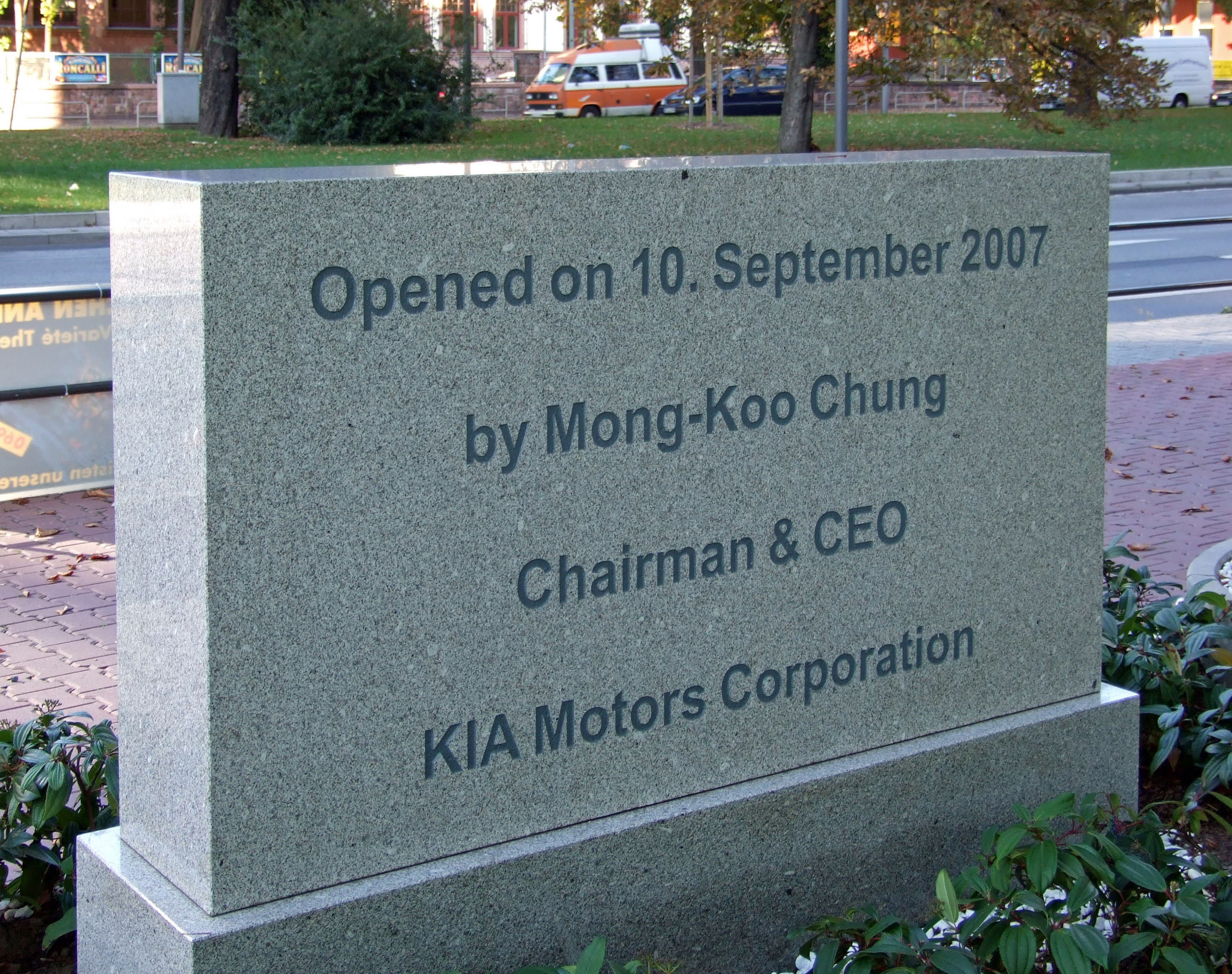
Am Messegelände

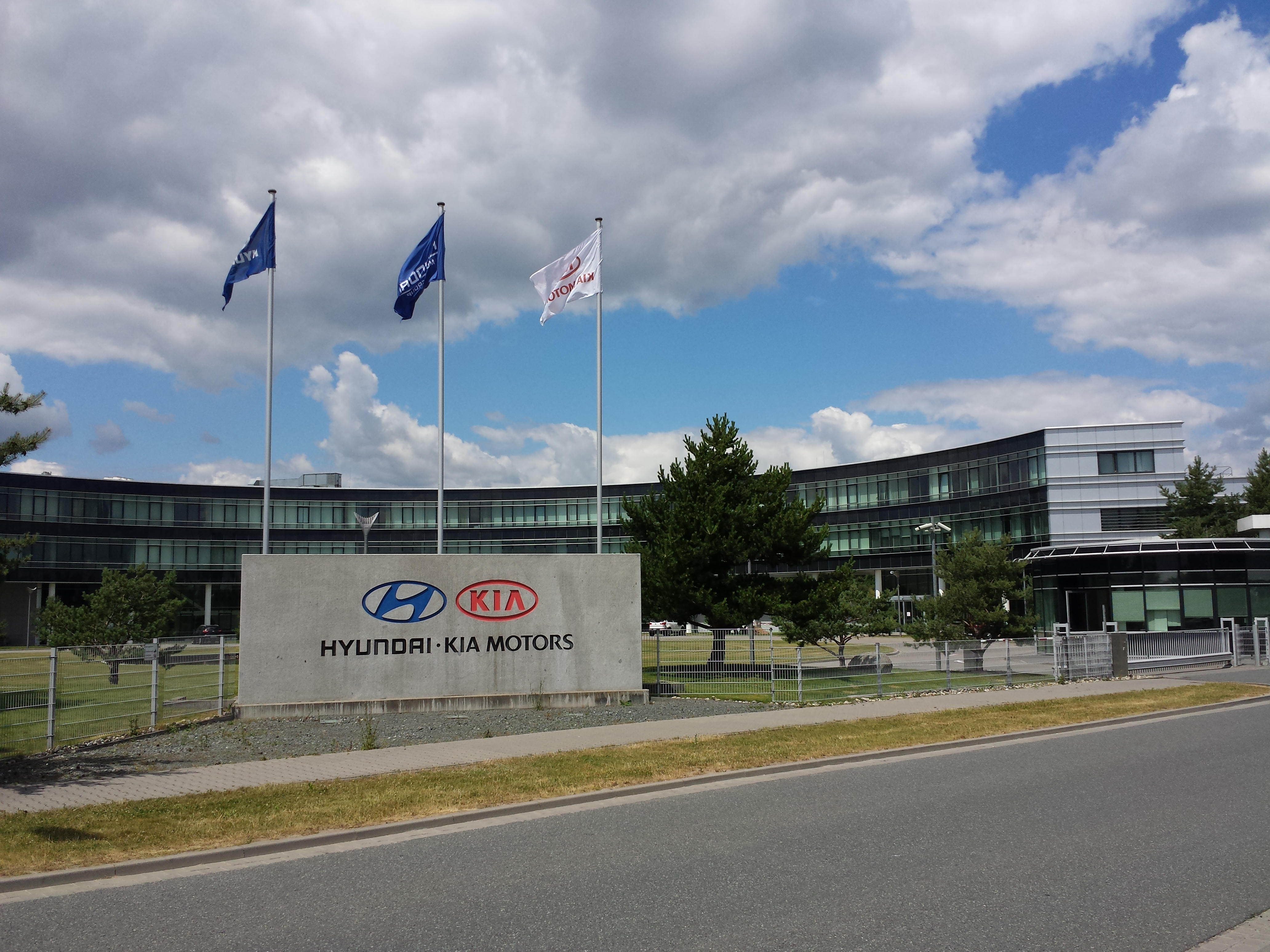
Entwicklungcenter in Rüsselsheim

1944 wurde die „Kyongseong Precision Industry“ gegründet, die ab 1952 in Korea unter dem neuen Namen „Kia Industry Company“ Fahrräder herstellte. 1961/62 begründete Kia die koreanische Fahrzeugindustrie mit dem Bau eines Motorrads und eines dreirädrigen Minilasters. Es dauerte weitere neun Jahre, bis 1970 das erste Auto produziert wurde, der Fiat 124, der unter Lizenz im südkoreanischen Werk des Herstellers gebaut wurde. Der Kia-Fiat 124 wurde bis 1973 in einer Gesamtzahl von 6.775 Exemplaren produziert, die mit einem 1,2-l-Ottomotor italienischer Herkunft und einer Leistung von 48 kW (65 PS) ausgestattet waren. 30 % der Komponenten des 124 waren von koreanischen Ingenieuren neu konstruiert worden.
1971 wurde dann der erste vierrädrige Lkw, der Kia Titan, produziert, der in Korea noch heute als Synonym des Lasters gilt. Zwei Jahre später, 1973, ging das Unternehmen an die Börse. Im selben Jahre baute Kia den ersten Ottomotor Koreas. Wiederum ein Jahr später lief dann der erste Kia-Pkw, der Kia Brisa, vom Band, dessen Pick-Up-Version das erste koreanische Exportauto war. Der in Lizenz gebaute Brisa entsprach dem in Europa als Mazda 1000 bekannten Mazda Familia.
1976 übernahm Kia den Konkurrenten Asia Motors. Zwei Jahre später baute Kia auch den ersten koreanischen Dieselmotor. Von 1979 bis 1981 wurden in Lizenz die Modelle Peugeot 604 und Fiat 132 für den koreanischen Markt gebaut.
1981 wurde mit einem neuen Management der Grundstein für ein weiteres Wachstum zu einem globalen Automobilhersteller gemacht. Der Fokus wurde zunächst auf die Nutzfahrzeuge gelegt – speziell auf den Kia Bongo. Investitionen und ein Lizenzvertrag mit Mazda im Jahr 1983 ermöglichten auch wieder die Produktion von PKW. Zusammen mit Mazda und Ford stellte Kia ab 1986 der Kleinwagen Kia Pride her, der über zwei Millionen Mal verkauft wurde. 1992 folgte die Expansion nach Amerika, ein Jahr später auch nach Deutschland. Für Europa wurde der Kia Sportage zwischen 1995 und 1998 von Karmann in Osnabrück gebaut.
1998 geriet Kia wegen der asiatischen Finanzkrise unter Insolvenzverwaltung und wurde wenig später von der Hyundai Group übernommen. 2000 entwickelte sich daraus die Hyundai Motor Group, die für kurze Zeit im Jahr 2003 umgewandelt wurde in die Hyundai Kia Automotive Group. Seit 1999 schreibt Kia wieder schwarze Zahlen. Gemeinsam mit Hyundai stieg man 2004 zum siebtgrößten Automobilhersteller der Welt auf.
Seit September 2007 ist die Europazentrale des Unternehmens an der Theodor-Heuss-Allee in Frankfurt am Main in unmittelbarer Nähe zum Messegelände. Entwickelt werden die Fahrzeuge für den europäischen Markt im Entwicklungszentrum in Rüsselsheim am Main (gemeinsames Entwicklungszentrum von KIA und Hyundai). Seit 2006 ist Peter Schreyer, der von 1994 bis 2002 bei Audi Designchef war, bei Kia Designchef. Seit 2015 ist Albert Biermann, der zuvor stellvertretender Entwicklungschef der BMW M GmbH war, Entwicklungsvorstand der Hyundai Motor Group.
Produziert werden Kia-Fahrzeuge in 15 Werken in 10 Ländern (Stand: 31. Dezember 2011).
Zum ersten Mal in der Unternehmensgeschichte belegte 2016 Kia Motors den Spitzenplatz der Qualitätsbewertung von J.D. Power and Associates.
Im Mai 2019 investierte Kia 16 Millionen Euro in den Sportwagenhersteller Rimac, von Hyundai kamen weitere 64 Millionen. Seit September 2019 arbeitet Karim Habib bei Kia; Habib hatte acht Jahre Design bei BMW und drei Jahre bei Infiniti verantwortet. Seit Oktober 2020 arbeitet der Designer Won Kyu Kang bei Kia, er war 15 Jahre im Außen-Design bei BMW tätig gewesen.
Per 31. Dezember 2022 hält Hyundai noch knapp 34 % der Kia-Aktien.

## Marktstellung
Kia Motors verkauft etwa ein Viertel seiner Fahrzeuge in den USA, 19 % in Europa und 18,8 % in Korea. (Stand 2023) 2023 hatte Kia in Deutschland einen Marktanteil von 2,6 % und in Österreich von 3,8 %. 2022 (2023 in Österreich) wurde unter der Marke Kia Flex ein Auto-Abo-Modell für einen Teil des Portfolios, wie z. B. Kia Ceed und Kia Picanto, in Deutschland eingeführt.
| Jahr | Anzahl der Zulassungen | Prozent der Gesamtzulassungen |
| ---- | ---------------------- | ----------------------------- |
| 2003 | 26.386                 | 0,82 %                        |
| 2004 | 34.103                 | 1,04 %                        |
| 2005 | 49.820                 | 1,49 %                        |
| 2006 | 46.184                 | 1,33 %                        |
| 2007 | 40.381                 | 1,28 %                        |
| 2008 | 34.322                 | 1,11 %                        |
| 2009 | 55.379                 | 1,46 %                        |
| 2010 | 36.624                 | 1,26 %                        |
| 2011 | 42.065                 | 1,30 %                        |
| 2012 | 54.798                 | 1,80 %                        |
| 2013 | 55.654                 | 1,90 %                        |
| 2014 | 53.546                 | 1,80 %                        |
| 2015 | 55.689                 | 1,70 %                        |
| 2016 | 60.522                 | 1,81 %                        |

Das meistverkaufte Modell in Deutschland war im Oktober 2015 der Kia cee’d, 2017 der Kia Sportage.
| Jahr | Anzahl der Zulassungen | Prozent der Gesamtzulassungen |
| ---- | ---------------------- | ----------------------------- |
| 2003 | 2.400                  | -                             |
| 2004 | 4.368                  | 1,40 %                        |
| 2005 | 5.588                  | 1,81 %                        |
| 2006 | 5.874                  | 1,90 %                        |
| 2007 | 5.168                  | 1,73 %                        |
| 2008 | 6.946                  | 2,37 %                        |
| 2009 | 8.954                  | 2,80 %                        |
| 2010 | 8.118                  | 2,90 %                        |

## Rezeption
Motorjournalist Volker Koerdt schrieb über die Unternehmensentwicklung Ende 2018, dass aus „belächelten Anfängen … eine Erfolgsgeschichte [wurde], die Applaus verdient.“ So habe Kia 1993 in seinem ersten Jahr in Deutschland lediglich 611 Fahrzeuge verkauft und sich seither stetig gesteigert bis hin zu über 64.000 Kunden im Jahr 2017. Als Grundlage dieses Erfolgs sieht Koerdt verschiedene Punkte: So habe die Hyundai Motor Group, zu der auch Kia gehört, es so gut wie kaum ein anderer Konzern verstanden, von Modell- zu Modellzyklus dazuzulernen. Während frühe Modelle „weder in puncto Design, Fahrdynamik noch Qualität berauschend“ gewesen seien, habe Kia heute unter anderem Topmodelle in ihrer jeweiligen Klasse im Angebot. Die siebenjährige Garantie der Fahrzeuge sei Zeuge davon, dass der Hersteller seinen Produkten wirklich vertraue. Maßgeblichen Anteil an Kias positiver Entwicklung habe weiterhin der seit 2006 amtierende Designchef Peter Schreyer. Zuletzt sei die Anpassung der Produktpalette an die unterschiedlichen Märkte wie Asien, den USA und Europa eine Stärke des Unternehmens.
Im Jahr 2023 wurde im Rahmen einer Studie der Mozilla Foundation veröffentlicht, dass sich Kia in seinen US-Datenschutzbestimmungen explizit erlaubt, Informationen zum Sexleben zu sammeln.

## Zeitleiste
[1] für Fiat unter Lizenz produziert

[2] baugleich oder basierend auf Mazda

[3] für Peugeot unter Lizenz produziert

[4] in den USA, Japan und Australien als Ford verkauft

[5] baugleich mit Lotus Elan

[6] baugleich oder basierend auf Hyundai

[7] in Zusammenarbeit mit Mitsubishi

[8] basiert auf Suzuki bzw. Daihatsu

## Modelle
| Bauzeit              | Baureihe                       | Anmerkung | Bild |
| -------------------- | ------------------------------ | --- | ---- |
| Kleinstwagen         |                                | |      |
| seit 2004            | Kia Picanto/Morning            | Der Picanto hat laut Herstellerangabe den größten Innenraum seiner Klasse. |      |
| Kleinwagen           |                                | |      |
| 1986–2000            | Kia Pride                      | Baugleich mit dem Mazda 121/Ford Festiva |      |
| 1994–1998            | Kia Avella                     | Baugleich mit dem Ford Aspire in Nordamerika |      |
| seit 1999            | Kia Rio                        | Der im November 1999 präsentierte Rio gehörte zum Segment der Kompaktklasse. Es gab ihn als Schrägheck, dem später eine Stufenhecklimousine folgte. Im Herbst 2005 wurde die erste Baureihe abgelöst, jedoch durch Downsizing zum Kleinwagen umplatziert. Im Herbst 2011 erschien die nunmehr dritte Generation. In den USA gibt es ihn auch mit Stufenheck. |      |
| Kompaktklasse        |                                | |      |
| 1974–1981            | Kia Brisa                      | Basiert auf dem Mazda 1000, ab 1976 als Brisa II bzw. K303 basierend auf Mazda 818. |      |
| 1992–1999            | Kia Sephia/Mentor              | Erstes Modell von Kia auf dem deutschen Markt. Anfangs nur als Stufenheck, später auch als Schrägheck erhältlich. Basierte auf dem Mazda 323. |      |
| 1997–2004            | Kia Shuma/Cerato/Sephia        | Es gab ihn sowohl in einer Schrägheck- wie auch in einer Stufenheckversion und in zwei Versionen: Shuma I (1997–2001) und Shuma II (2001–2004). Beide Generationen waren in unterschiedlichen Ausstattungs- und Motorisierungsvarianten erhältlich, jedoch gab es kaum technische Unterschiede. Optische Unterschiede bestanden in der Scheinwerferform und am Heck.                                                                                               |      |
| seit 2004            | Kia Cerato/Spectra/Shuma/Forte | Der Cerato wurde 2004 vorgestellt und wurde schon drei Jahre nach Produktionsbeginn vom moderneren Kia cee’d in Europa abgelöst. Außerhalb Europas wurde das Modell als Faceliftvariante unter der Modellbezeichnung Kia Shuma/Spectra bis 2009 weiterverkauft und dann vom Forte abgelöst, der in Costa Rica, Australien und Brasilien weiterhin Cerato heißt. Die zweitürige Variante des Forte trägt den Beinamen Koup.                                         |      |
| seit 2007            | Kia cee’d                      | Seit dem 20. Januar 2007 ist der Nachfolger des nur mäßig erfolgreichen Cerato auf dem deutschen Markt erhältlich. Entwickelt, gebaut für und in Europa, stehen am Anfang fünf Motoren (drei Benziner, zwei Diesel) und vier Ausstattungsversionen zur Verfügung. Es sind zurzeit drei Karosserievarianten erhältlich: Schrägheck, Shooting Brake (ProCeed) und Sportswagon (Kombi).                                                                               |      |
| ab 2025              | Kia EV4                        | Elektrisch angetriebener Kompaktwagen auf der Plattform E-GMP. Als Schrägheck und Limousine verfügbar. |      |
| Mittelklasse         |                                | |      |
| 1987–1995            | Kia Concord                    | Basierte auf dem Mazda 616 |      |
| 1989–1996            | Kia Capital                    | Basierte auf dem Mazda 626 |      |
| 1996–2001            | Kia Clarus/Credos              | Er stellte 1996 den Einstieg des Konzerns in die Mittelklasse dar. Vorbild dieses Modells war der Mazda 626, mit dem er sich optische und technische Merkmale teilte. Nachfolger wurde der Magentis. |      |
| seit 2000            | Kia Magentis/Optima/K5/Lotze   | Bis 2010 basierte er auf der gleichen Plattform wie der Hyundai Sonata, hatte jedoch ein anderes Blechkleid als dieser. Die neueste Generation wird nicht mehr in Europa angeboten. |      |
| Obere Mittelklasse   |                                | |      |
| 1992–1996            | Kia Potentia                   | Basiert auf dem Mazda 929 |      |
| 1997–2002            | Kia Enterprise                 | Basiert auf dem Mazda 929 |      |
| 2003–2010            | Kia Opirus/Amanti              | Der Kia Opirus ist eine Limousine, die der gehobenen Mittelklasse zugerechnet werden kann. Der Modellname leitet sich von der mesopotamischen Stadt Ophir ab und soll laut Kia Assoziationen zu Luxus und Stil vermitteln. In Nordamerika wird er jedoch unter dem Namen Amanti verkauft. |      |
| 2009–2021            | Kia Cadenza/K7                 | Die neue Limousine ersetzte ab November 2009 den Opirus in Südkorea. Der Export begann im März 2010 nach Süd- und Mittelamerika, Asien (außer China), Ozeanien, dem Nahen Osten und Afrika. Seit Juni 2010 wird er auch in China angeboten wo er neben anderen asiatischen Märkten auch weiter im Angebot bleiben soll. |      |
| seit 2012            | Kia K9/Quoris                  | Die neue Limousine ergänzt seit Mai 2012 den K7 in Südkorea. Unter dem Namen Quoris soll der Export 2013 starten. |      |
| 2017–2023            | Kia Stinger                    | Der erste Gran Turismo Kias basiert auf Hyundais G80-Plattform. Der Stinger ist mit seinem 3,3-l-V6-GDI-Twinturbo-Motor der sportlichste Serien-Kia bisher. |      |
| seit 2021            | Kia K8                         | Im Februar 2021 präsentierte Kia das Nachfolgemodell des Cadenza. Es soll nur in Südkorea und Nordamerika vermarktet werden. |      |
| SUV                  |                                | |      |
| seit 1994            | Kia Sportage                   | Mit diesem Modell stieg Kia ab 1994 in den boomenden Geländewagenmarkt ein. Der Produktionsort lag zunächst nicht in Südkorea, sondern beim deutschen Fahrzeughersteller Karmann in Osnabrück. Jedoch entschieden sich die Koreaner aufgrund von Verarbeitungsmängeln für die Verlegung des Herstellungsortes. So wird der Sportage seit August 2007 für Europa im neuen Kia-Werk im slowakischen Žilina gefertigt. Im August 2010 erschien die dritte Generation. |      |
| seit 2002            | Kia Sorento                    | Der Kia Sorento wurde Mitte 2002 auf den Markt gebracht. Vom Äußeren her vermittelt er den Eindruck eines klassischen Sports Utility Vehicle (SUV), baut aber auf einem Leiterrahmen mit einer aufgeschraubten Karosserie mit hinterer Starrachse auf und entspricht von der Konstruktion her eher einem Geländewagen. |      |
| 2008–2024            | Kia Borrego/Mohave             | |      |
| seit 2016            | Kia Niro                       | Der Niro ist das erste SUV der Marke mit Hybridantrieb. |      |
| seit 2017            | Kia Stonic                     | Der Stonic ist das bisher kleinste SUV aus der Produktpalette. |      |
| seit 2019            | Kia Telluride                  | Der Telluride ist das größte SUV von Kia. |      |
| seit 2019            | Kia Seltos                     | Der Seltos ist ein in Südkorea und Indien gebautes Kompakt-SUV, das im Juni 2019 vorgestellt wurde. |      |
| seit 2019            | Kia XCeed                      | Ebenfalls im Juni 2019 wurde das auf dem Ceed basierende Crossover-SUV XCeed präsentiert. |      |
| seit 2020            | Kia Sonet                      | In Indien gebautes, rund vier Meter langes SUV. |      |
| seit 2021            | Kia EV6                        | Der EV6 ist das erste ausschließlich elektrisch angetriebene Fahrzeug von Kia. Er teilt sich die Plattform mit dem Hyundai Ioniq 5. |      |
| seit 2022            | Kia Carens                     | Die fünfte Generation des Carens wird fortan als SUV vermarktet und wird zunächst nur in Indien gebaut. |      |
| seit 2023            | Kia EV9                        | Auf der gleichen Plattform wie der EV6 basiert der EV9. |      |
| seit 2023            | Kia EV5                        | Mit einem Akku von BYD ausgestattet ist der EV5, der zunächst in China auf den Markt kam. Die Europa-Version folgte 2025. |      |
| seit 2024            | Kia EV3                        | 4,30 Meter langes SUV mit Elektroantrieb. |      |
| seit 2025            | Kia Syros                      | Knapp vier Meter langes SUV für den indischen Markt. |      |
| Geländewagen         |                                | |      |
| 1990–1997            | Asia Rocsta                    | Zivile Version des Militärjeeps |      |
| 1997–1999            | Asia Rocsta R2                 | |      |
| 1997–2001            | Kia Retona                     | Es handelt sich beim Retona (= Return to nature) um die Zivilversion des koreanischen Militärfahrzeugs, der auf dem gleichen Chassis wie der Kia Sportage aufbaut. |      |
| Pick-up              |                                | |      |
| seit 2025            | Kia Tasman                     | Erster Pick-up von Kia |      |
| Roadster / Cabriolet |                                | |      |
| 1996–1997            | Kia Elan/Vigato/Roadster       | An Kia verkaufte Produktionsanlagen des Lotus Elan |      |
| Van                  |                                | |      |
| seit 1999            | Kia Visto                      | Baugleich mit dem Hyundai Atos |      |
| 1999–2019            | Kia Carens                     | Dieser Kompaktvan wurde in Deutschland zwischen 2000 und 2018 angeboten. Seit 2022 wird in Indien wieder ein Carens gefertigt, der aber als SUV vermarktet wird. |      |
| 1999–2003            | Kia Joice/Carstar              | |      |
| seit 1998            | Kia Carnival                   | Der Großraum-Van zählt zu den größten in Deutschland erhältlichen Vans und ist mit sieben Sitzen ausgestattet. Mitte 2010 wurde er aus dem deutschen Modellprogramm gestrichen. In Großbritannien und Nordamerika wird er unter dem Namen Kia Sedona verkauft. |      |
| seit 2008            | Kia Soul                       | Minivan, der seit 2008 gebaut wird. Die 2019 eingeführte dritte Generation wurde in Mitteleuropa nur noch batterieelektrisch angetrieben. |      |
| Nutzfahrzeuge        |                                | |      |
| 1986–1999            | Kia/Asia Besta                 | Kleinbus auf Basis des Mazda Bongo |      |
| 1981                 | Kia/Asia Bongo/K-Serie         | Basiert auf dem Mazda Bongo |      |
| seit 1997            | Kia Pregio                     | Basiert auf dem Mazda Bongo |      |
| 1983                 | Kia/Asia Seres                 | Allrad-Nutzfahrzeug |      |
| 1971                 | Kia/Asia Titan                 | Ab 1971 Modell Titan E-2000 |      |
| 1993–1999            | Kia/Asia Topic/Hi-Topic        | Basiert auf dem Mazda Bongo |      |
| 1993–1999            | Kia/Asia Towner                | Basiert auf dem Daihatsu Hijet bzw. Suzuki Carry |      |
| seit 2025            | Kia PV5                        | Elektrisch angetriebener Kleintransporter auf Basis der Plattform E-GMP. |      |

### Studien

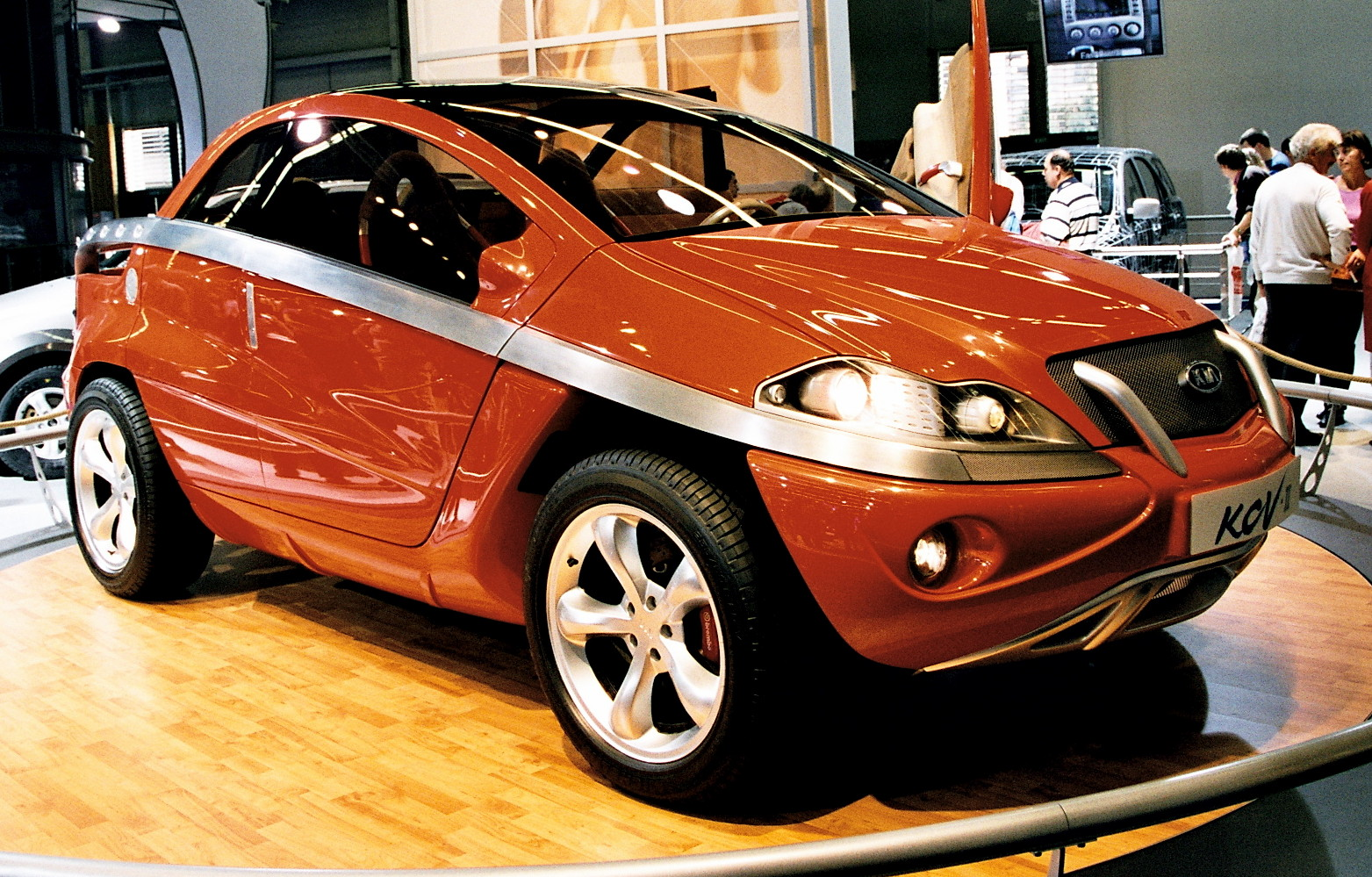
Kia KCV-II (2002)
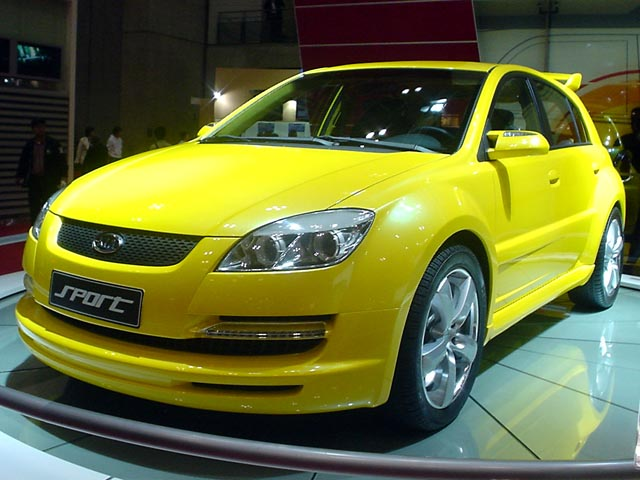
Kia Sport (2004)
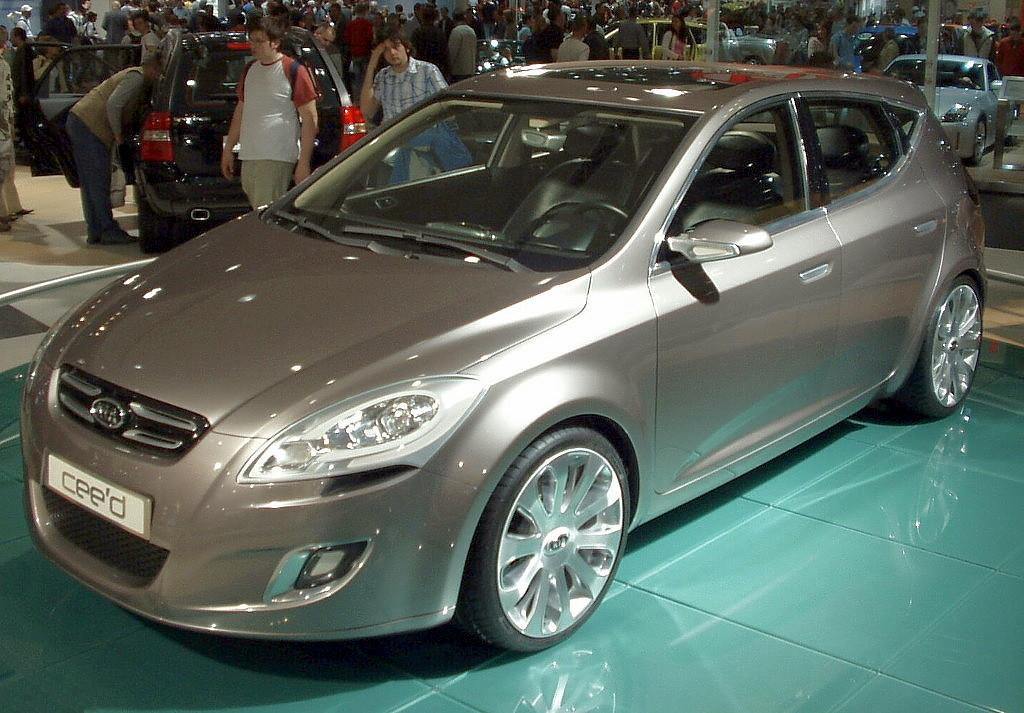
Kia cee’d (2006)
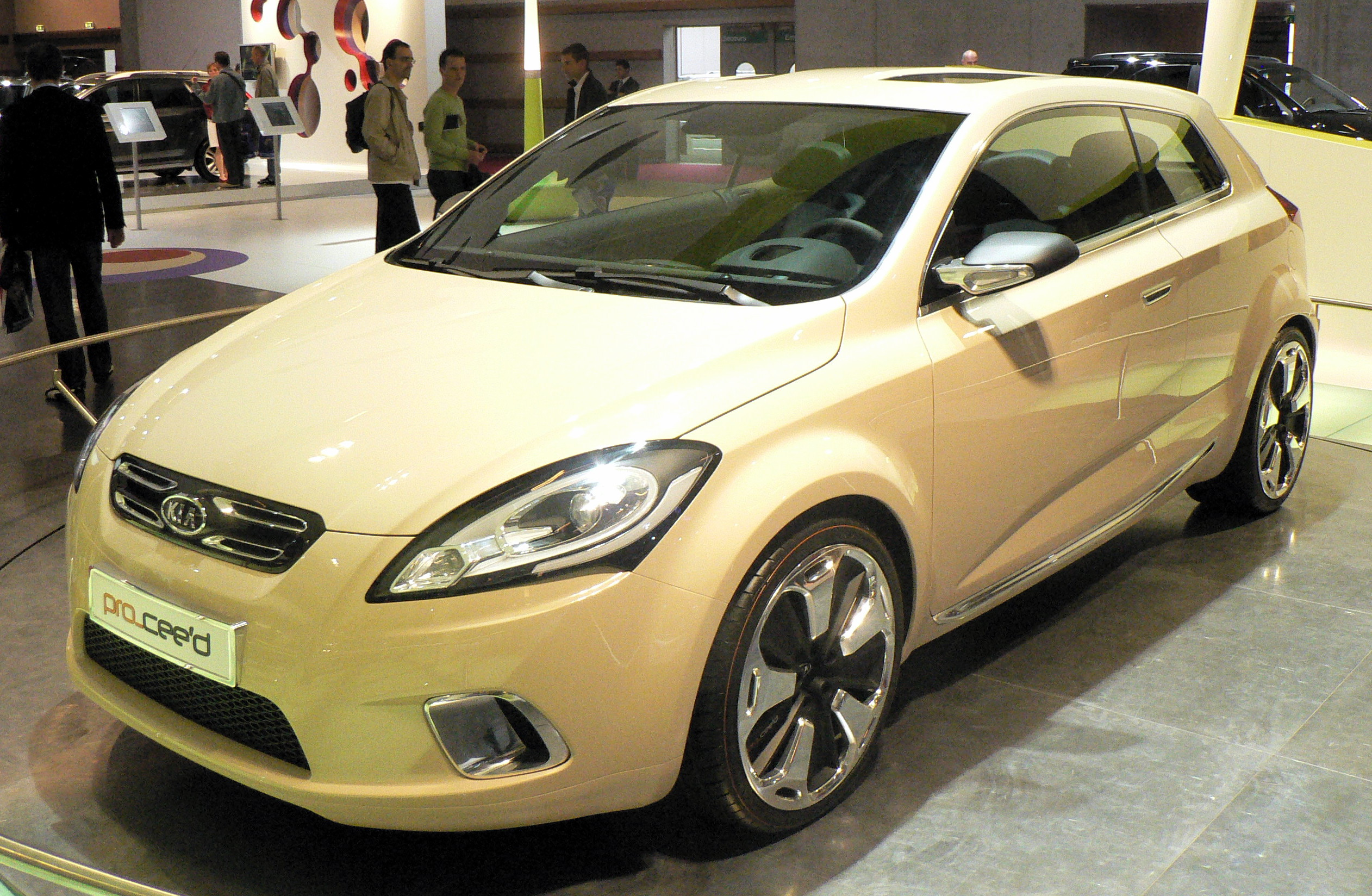
Kia pro cee’d (2006)
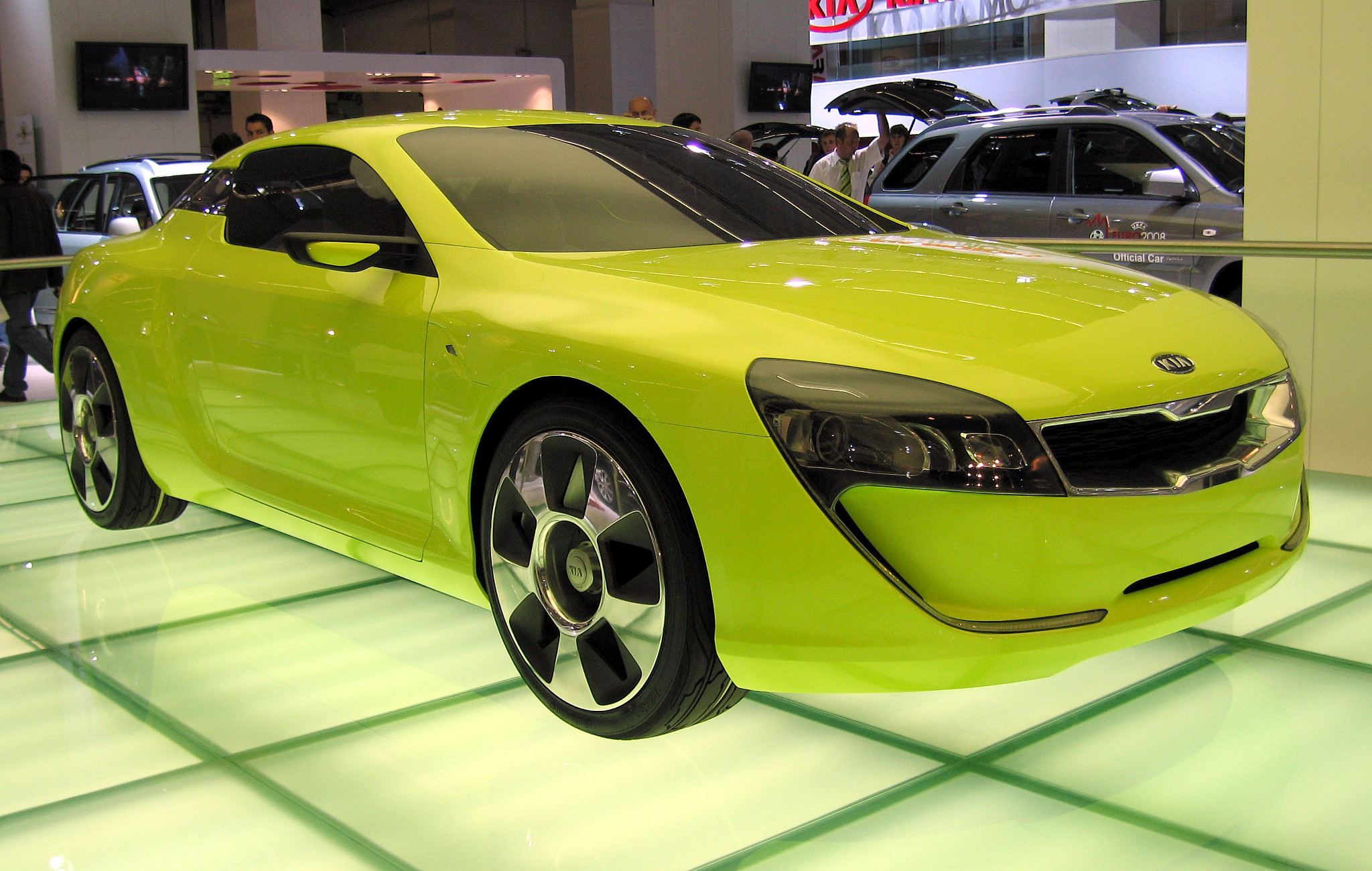
Kia Kee (2007)
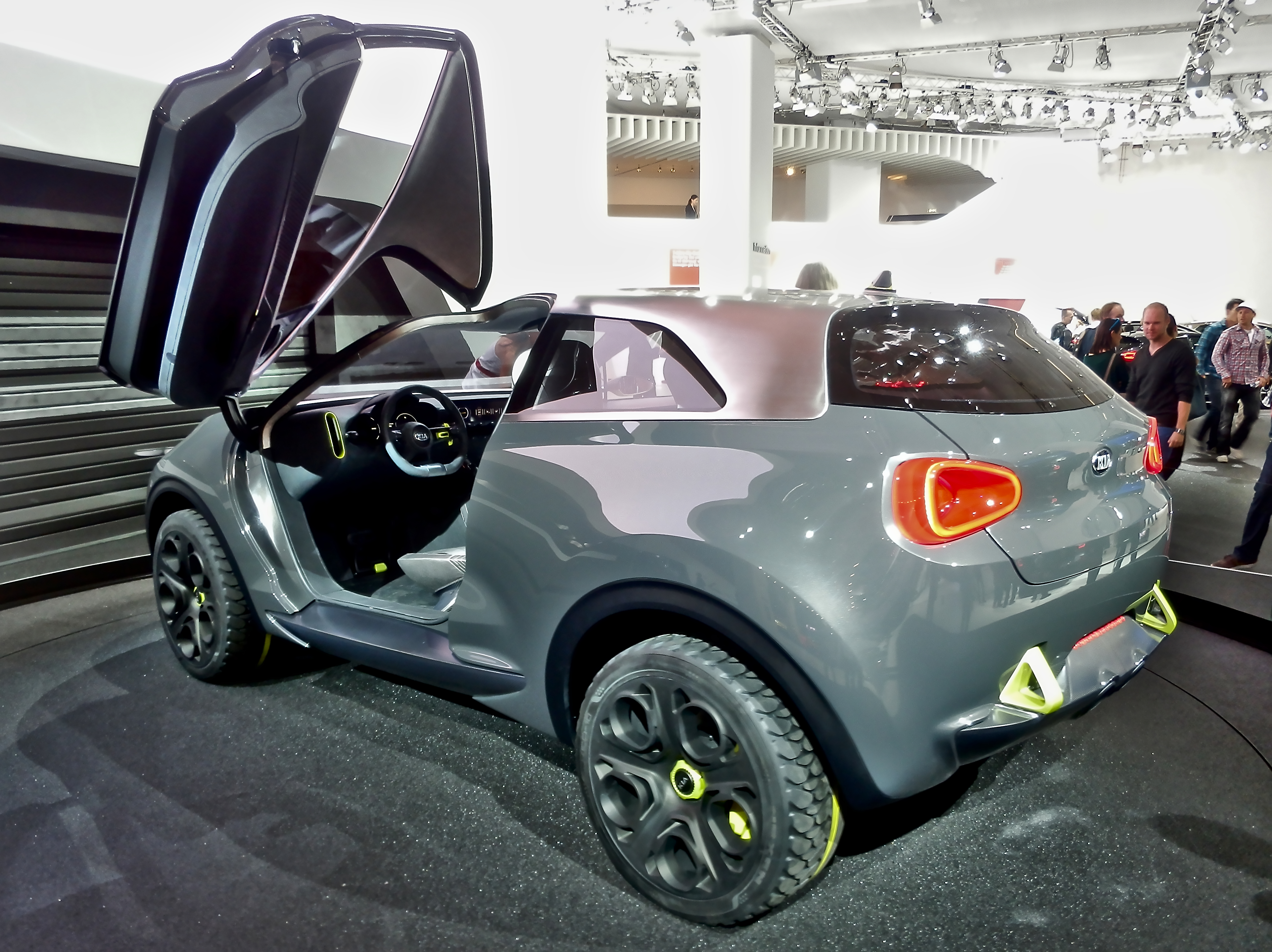
Kia Niro (2013)
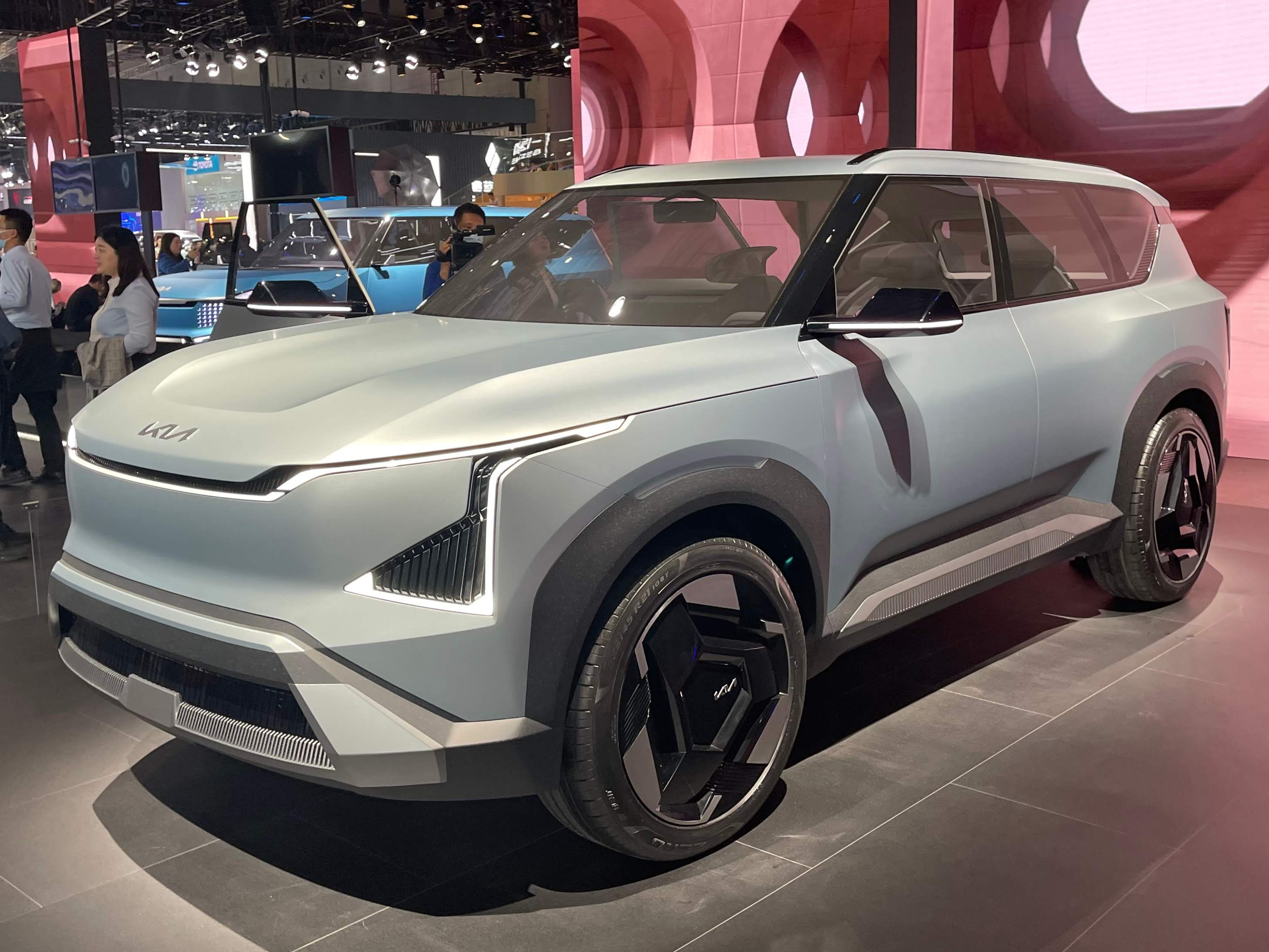
Kia EV5 (2023)

- Kia KEV-4 (1995)
- Kia KMS-2 (1996)
- Kia Elan.eks (1999)
- Kia KMS-4 (1999)
- Kia Genesis (1999)
- Kia KCV-1 (2001)
- Kia KCD-1 Slice (2003)
- Kia KCV-III (2003)
- Kia KCV-IV Mojave (2004)
- Kia KCD-II Mesa (2005)
- Kia Multi S (2005)
- Kia Soul (2006)
- Kia Kue (2007)
- Kia ex_cee'd (Genf 2007)
- Kia Kee (Frankfurt 2007)
- Kia Soul Burner/Diva/Searcher (Genf 2008)
- Kia N° 3 (Genf 2009)
- Kia Pop (Paris 2010)
- Kia GT (Frankfurt 2011)
- Kia Provo (Genf 2013)
- Kia Niro (Frankfurt 2013)
- Kia Sportspace (Genf 2015)
- Kia EV3 (2023)
- Kia EV4 (2023)
- Kia EV5 (2023)
- Kia EV2 (2025)

## Sponsoring
Kia ist seit 2002 Hauptsponsor der Australian Open und seit 2018 Sponsor der UEFA Europa League. In der Saison 2007/08 war Kia Hauptsponsor und Namensgeber aller Kreisligen des Hessischen Fußball-Verbandes.